# Lingua dei segni islandese
La lingua dei segni islandese (íslenskt táknmál) è la lingua dei segni della Comunità sorda in Islanda.

## Storia
È basata sulla lingua dei segni danese; fino al 1910, gli islandesi sordi andavano a scuola in Danimarca.

## Aspetti legali
È riconosciuta ufficialmente dallo stato e regolata da una commissione nazionale.